# TI-86
TI-86是一款由德州仪器于1997年发行的图形计算器， 其使用与TI-85相同的Zilog Z80 处理器。
TI-86具有比TI-83更大的屏幕，允许用户使用小写字母和希腊字母键入。TI-86设有五个功能键，提高了导航菜单的方便性，如十进制到分数转换中的操作。该计算器还可以比TI-83更好的处理向量，矩阵和复数等功能。但是，TI-83的统计数据包范围并不都预装在TI-86，不过可以从德州仪器程序存档网站下载并使用连接电缆将这些数据包安装在计算器中。

TI-86现已停产。

## 技术特征
- CPU: Zilog Z80[3] MHz
- RAM: 128 KB, 96 KB 用户可用
- ROM: 256 KB 不可升级
- 屏幕: 128×64 像素 LCD
- 编程语言: TI-BASIC, Z80 Assembly language (ASM)

## 脚注
1. ↑  [永久]
2. ↑  .   [2015-09-12]. （原始内容存档于2008-11-18）.
3. ↑  Campbell, Robert. . UMBC. 2001  [2015-09-12]. （原始内容存档于2016-08-17）.